# Puchar Świata w Kolarstwie Szosowym 1999
Puchar Świata w kolarstwie szosowym w sezonie 1999 to jedenasta edycja tej imprezy. Organizowany przez UCI, obejmował dziesięć wyścigów, z których wszystkie odbyły się w Europie. Pierwszy wyścig – Mediolan-San Remo – odbył się 20 marca, a ostatni – Giro di Lombardia – 16 października.
Trofeum sprzed roku bronił Włoch Michele Bartoli. W tym sezonie w klasyfikacji generalnej najlepszy okazał się reprezentujący Belgię Andrei Tchmil. Najlepszym teamem okazał się holenderski Rabobank.

## Kalendarz
| Data  | Wyścig                   | Zwycięzca            | Drugi               | Trzeci             |
| ----- | ------------------------ | -------------------- | ------------------- | ------------------ |
| 20.03 | Mediolan-San Remo        | Andrei Tchmil        | Erik Zabel          | Zbigniew Spruch    |
| 04.04 | Ronde van Vlaanderen     | Peter Van Petegem    | Frank Vandenbroucke | Johan Museeuw      |
| 11.04 | Paryż-Roubaix            | Andrea Tafi          | Wilfried Peeters    | Tom Steels         |
| 18.04 | Liège-Bastogne-Liège     | Frank Vandenbroucke  | Michael Boogerd     | Maarten den Bakker |
| 24.04 | Amstel Gold Race         | Michael Boogerd      | Lance Armstrong     | Gabriele Missaglia |
| 08.08 | Clásica de San Sebastián | Francesco Casagrande | Rik Verbrugghe      | Giuliano Figueras  |
| 15.08 | HEW-Cyclassics           | Mirko Celestino      | Raphael Schweda     | Romāns Vainšteins  |
| 22.08 | Mistrzostwa Zurychu      | Grzegorz Gwiazdowski | Sergio Barbero      | Andrei Tchmil      |
| 03.10 | Paryż-Tours              | Marc Wauters         | Gianni Faresin      | Jaan Kirsipuu      |
| 16.10 | Giro di Lombardia        | Mirko Celestino      | Danilo Di Luca      | Eddy Mazzoleni     |

## Klasyfikacja indywidualna
| Lp. | Zawodnik            | Team               | Punkty |
| --- | ------------------- | ------------------ | ------ |
| 1.  | Andrei Tchmil       | Lotto – Mobistar   | 299    |
| 2.  | Michael Boogerd     | Rabobank           | 238    |
| 3.  | Frank Vandenbroucke | Cofidis            | 214    |
| 4.  | Peter Van Petegem   | TVM                | 153    |
| 5.  | Markus Zberg        | Rabobank           | 145    |
| 6.  | Johan Museeuw       | Mapei – Quick Step | 138    |
| 7.  | Paolo Bettini       | Mapei – Quick Step | 137    |
| 8.  | Zbigniew Spruch     | Lampre – Daikin    | 131    |
| 9.  | Léon van Bon        | Rabobank           | 123    |
| 10. | Marc Wauters        | Rabobank           | 107    |

## Klasyfikacja drużynowa
| Lp. | Team           | Punkty |
| --- | -------------- | ------ |
| 1.  | Rabobank       | 94     |
| 2.  | Mapei-Bricobi  | 89     |
| 3.  | Lotto-Mobistar | 73     |
| 4.  | Lampre-Daikin  | 54     |
| 5.  | Polti          | 36     |